# Jerome James
Jerome Keith James (Tampa, Florida, 17 de noviembre de 1975) es un exjugador de baloncesto estadounidense que disputó 9 temporadas en la NBA, desarrollando el resto de su carrera en Europa y el Caribe. Con 2,16 metros de estatura, jugaba en la posición de pívot. Durante la huelga de la NBA de 1998 actuó con los Harlem Globetrotters en una gira por Europa. 

## Carrera

### Universidad
James asistió tres años a la Universidad de Florda A&M, donde promedió 16.0 puntos, 9.2 rebotes, 4.48 tapones y un 4.95% en tiros de campo en 81 partidos disputados. Finalizó su carrera universitaria en el puesto 15 de máximo taponadores de la historia de la NCAA con 363 y el 16º máximo anotador de todos los tiempos de los Rattlers con 1.929 y el 7º en rebotes con 743. En su año júnior promedió 19.9 puntos y 10.4 rebotes por encuentro, siendo elegido en el mejor quinteto de la conferencia y liderando la División I de la NCAA en tapones con 4.63 por partido y un total de 125, récord de la universidad. Tras su temporada júnior, se declaró elegible para el Draft de la NBA.

### NBA
Fue seleccionado por Sacramento Kings en el puesto 36 de la segunda ronda del Draft de 1998. En su primera temporada en la NBA jugó un total de 16 partidos, promediando 1.5 puntos y 1.1 rebotes. El 1 de agosto de 1999, los Kings renunciaron a sus derechos. Regresó a la NBA en 2001 tras jugar una campaña en el Fortitudo Pallacanestro Bologna de Italia y en el KK Buducnost Podgorica de Yugoslavia, donde promedió 12.1 puntos y 6.7 rebotes en 10 partidos. Tras finalizar la temporada en el ASVEL Villeurbanne de Francia fichó por Seattle SuperSonics como agente libre el 5 de septiembre de 2001.
En los Sonics pasó 4 temporadas, donde solía ser criticado por la prensa por su pereza y su ininspirado juego hasta su última temporada en el equipo en la que realizó unos playoffs a un nivel nunca antes visto por James. En 11 partidos, todos ellos como titular, firmó 12.5 puntos, 6.8 rebotes y 1.8 tapones, llegando con los Sonics hasta las Semifinales de Conferencia. Dicho rendimiento le valió un contrato con New York Knicks por 30 millones y 5 años. Sin embargo, su juego decepcionó completamente desde un principio, completando una triste temporada 2005-06 en la que proporcionó 3 puntos y 2 rebotes en tan solo 45 encuentros, 9 como titular. Su segunda temporada en los Knicks fue aún peor, descendiendo hasta los 1.9 puntos en 41 partidos.
El 19 de febrero de 2009 fue traspasado a Chicago Bulls junto con Tim Thomas y Anthony Roberson por Larry Hughes.

### Puerto Rico
James retornó al baloncesto profesional en 2012, jugando 7 partidos en el Baloncesto Superior Nacional para Caciques de Humacao.
En 2015 volvió a reaparecer en Puerto Rico, esta vez como ficha temporaria de los Atenienses de Manatí, equipo con el que actuó hasta ser sustituido por Ekene Ibekwe.

## Estadísticas

### Temporada regular
| Año     | Equipo     | PJ  | PT  | MPP  | %TC   | %3P  | %TL   | RPP | APP | ROB | TPP | PPP |
| ------- | ---------- | --- | --- | ---- | ----- | ---- | ----- | --- | --- | --- | --- | --- |
| 1998–99 | Sacramento | 16  | 0   | 2.6  | .375  | .000 | .500  | 1.1 | .1  | .1  | .4  | 1.5 |
| 2001–02 | Seattle    | 56  | 40  | 16.9 | .491  | .000 | .500  | 4.1 | .4  | .4  | 1.5 | 5.3 |
| 2002–03 | Seattle    | 51  | 16  | 15.0 | .478  | .000 | .587  | 4.2 | .5  | .2  | 1.6 | 5.4 |
| 2003–04 | Seattle    | 65  | 24  | 15.2 | .498  | .000 | .660  | 3.5 | .5  | .3  | .9  | 5.0 |
| 2004–05 | Seattle    | 80  | 80  | 16.6 | .509  | .000 | .723  | 3.0 | .2  | .3  | 1.4 | 4.9 |
| 2005–06 | New York   | 45  | 9   | 9.0  | .463  | .000 | .625  | 2.0 | .3  | .1  | .5  | 3.0 |
| 2006–07 | New York   | 41  | 11  | 6.7  | .418  | .000 | .556  | 1.6 | .1  | .2  | .4  | 1.9 |
| 2007–08 | New York   | 2   | 0   | 2.5  | 1.000 | .000 | 1.000 | 1.5 | .0  | .0  | .0  | 2.0 |
| Total   | Total      | 356 | 180 | 13.4 | .486  | .000 | .617  | 3.1 | .3  | .3  | 1.0 | 4.3 |

### Playoffs
| Año     | Equipo     | PJ | PT | MPP  | %TC  | %3P  | %TL  | RPP | APP | ROB | TPP | PPP  |
| ------- | ---------- | -- | -- | ---- | ---- | ---- | ---- | --- | --- | --- | --- | ---- |
| 1998–99 | Sacramento | 1  | 0  | 4.0  | .500 | .000 | .750 | 2.0 | .0  | .0  | .0  | 5.0  |
| 2001–02 | Seattle    | 5  | 1  | 14.0 | .391 | .000 | .000 | 2.4 | .8  | .0  | 1.0 | 3.6  |
| 2004–05 | Seattle    | 11 | 11 | 26.8 | .514 | .000 | .767 | 6.8 | .5  | .6  | 1.8 | 12.5 |
| Total   | Total      | 17 | 12 | 21.7 | .493 | .000 | .722 | 5.2 | .5  | .3  | 1.5 | 9.4  |

## Trivia
- Durante 1998 jugó en los Harlem Globetrotters, realizando un mate en una canasta de 3.45 metros de altura en Finlandia.
- Le gusta jugar a los bolos y la carpintería.[cita requerida]
- Tras un comentario del entrenador de los Sonics Nate McMillan criticando su falta de intensidad, James respondió: "No me importa lo que diga de mi, solo me importa lo que diga yo".[cita requerida]